# Ixkun

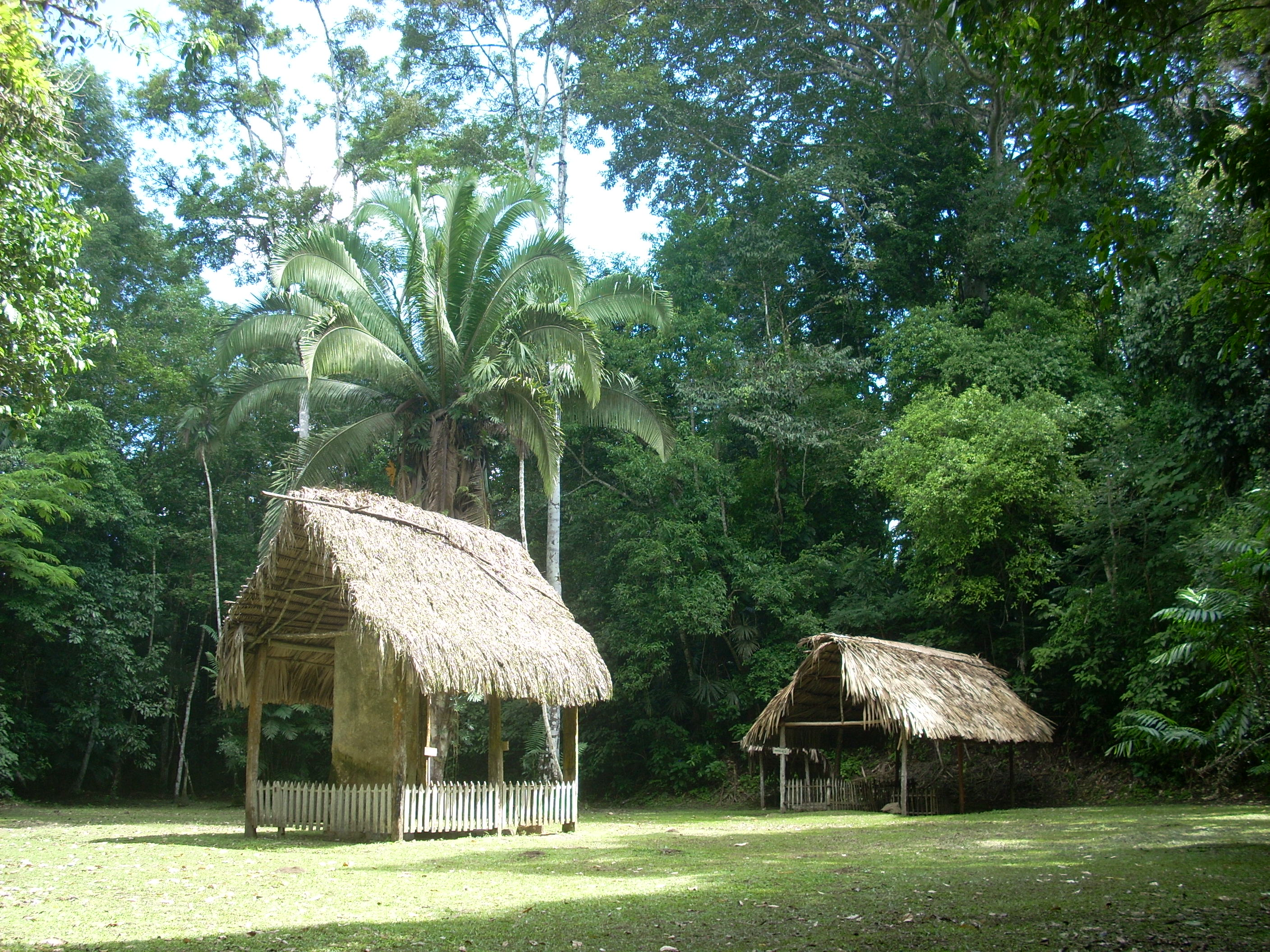
Ixkun – Stelenhütten

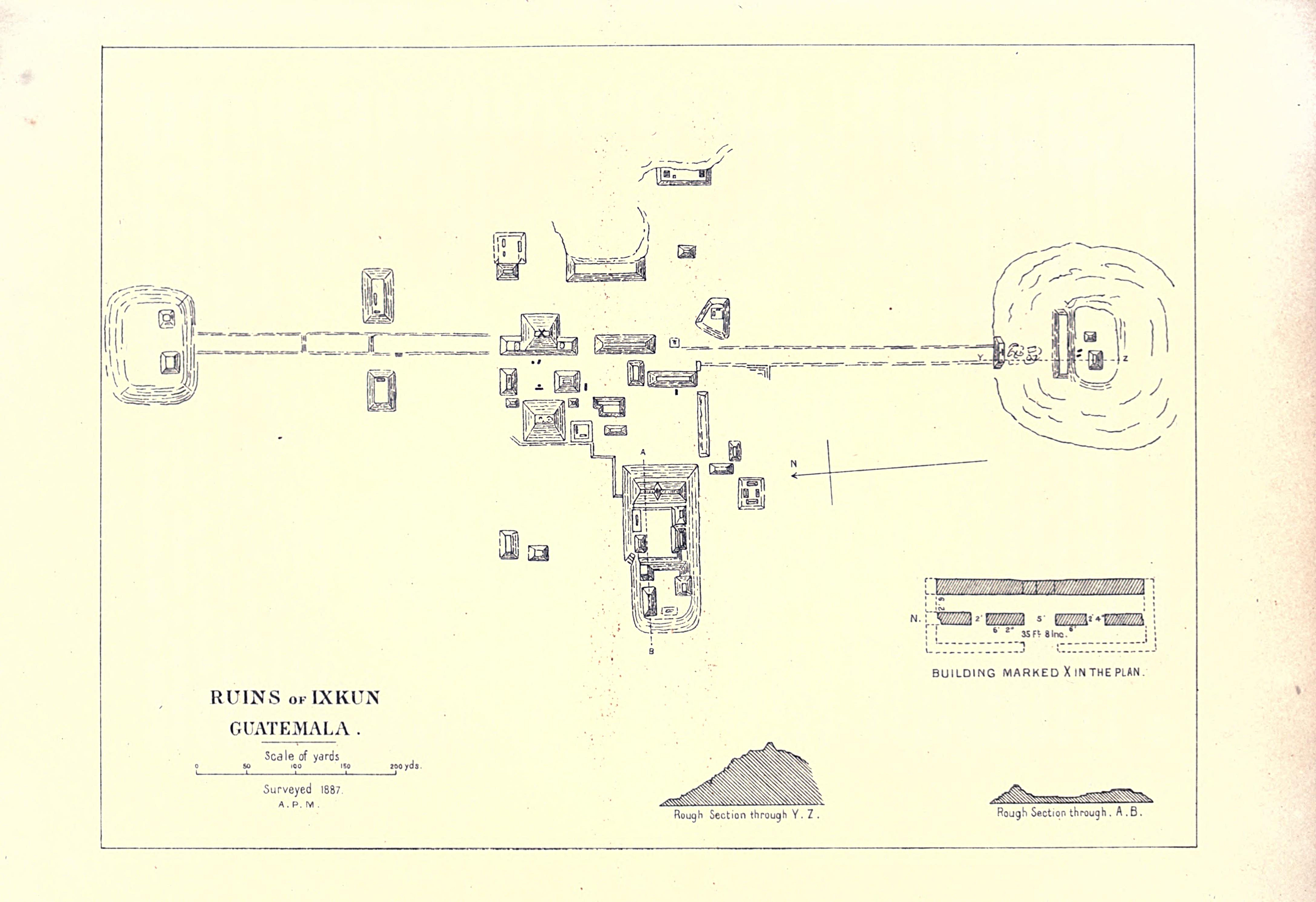
Ixkun – Planskizze (1887)

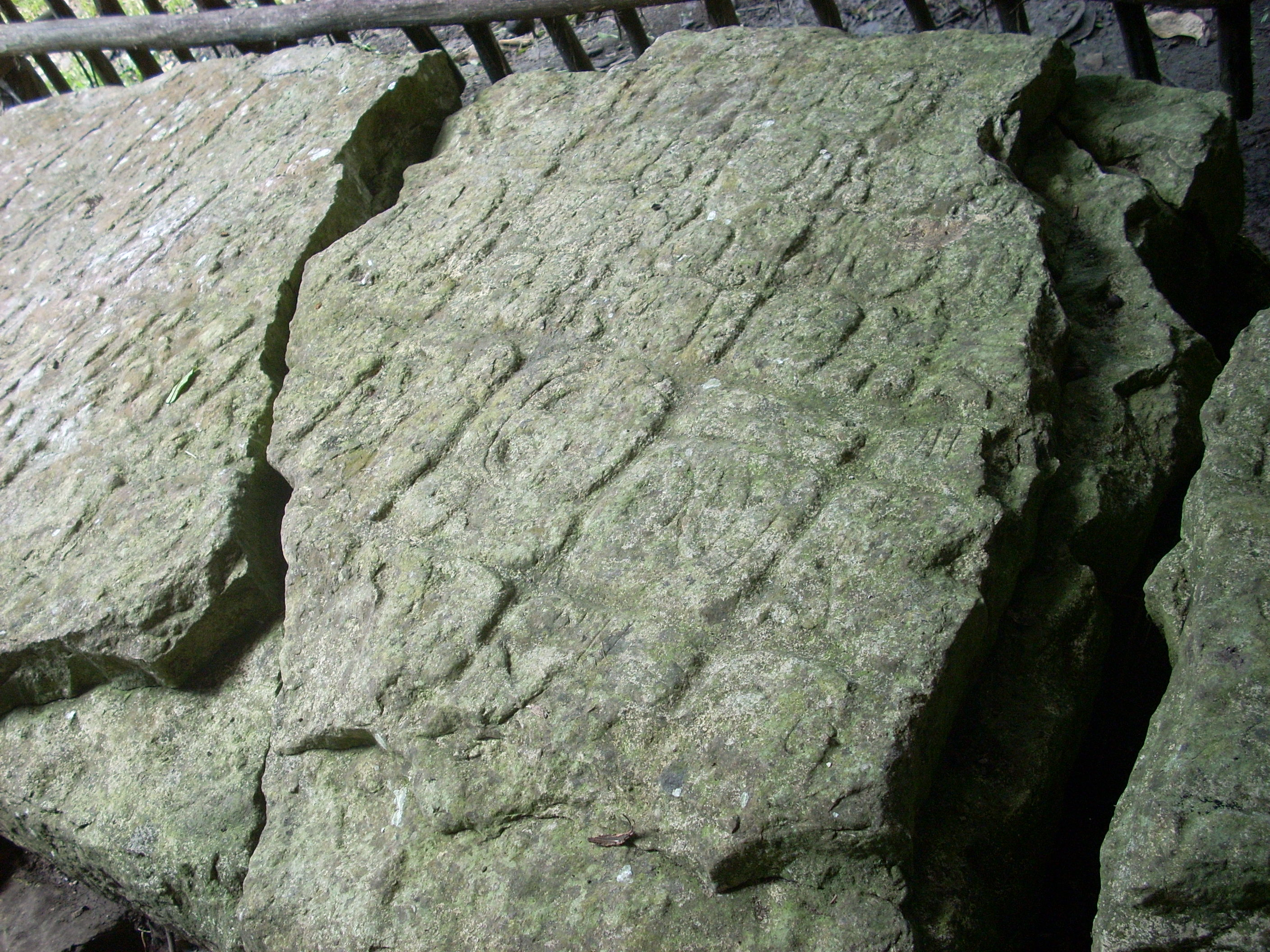
Ixkun – zerbrochene Stele 2

Ixkun oder Ixcun ist eine Maya-Stätte im östlichen Petén-Tiefland von Guatemala nahe der Grenze zum heutigen Nachbarstaat Belize.

## Lage
Die aus mehreren Gebäuderesten bestehende archäologische Stätte von Ixkun befindet sich im Tal des Río Mopan etwa 6,5 km nördlich der Kleinstadt Dolores (bis 1695 Ixtanché) in einer Höhe von ca. 150 m. Sie liegt zwischen zwei nicht ausgegrabenen Tempelpyramiden im Norden und Süden der Anlage.

## Geschichte
Funde lassen auf eine Besiedlung der Stätte bereits in der späten Präklassik (um 100 n. Chr.) schließen. Die nur für einen kurzen Zeitraum durch Stelen dokumentierte Geschichte von Ixkun bewegt sich zwischen den Jahren 761 und 800. Es wurden bislang insgesamt fünf Datierungen der Langen Zählung aus der Zeit zwischen 766 n. Chr. (9.16.15.2.9) und 800 (9.18.10.0.0) gefunden. 
Mitte des 19. Jahrhunderts wurde die Stätte wiederentdeckt und im Jahr 1887 von Alfred Maudslay untersucht. Sylvanus Morley besuchte die Stätte im Jahr 1914 und der Maya-Forscher Ian Graham hielt sich in den 1970er Jahren mehrfach hier auf.

## Stelen
Hauptattraktion der Stätte sind mehrere – meist zerbrochene oder stark erodierte – Stelen mit Glyphen in Maya-Schrift. Die umrandete Stele 1, eine der größten ganz Mesoamerikas, zeigt überdies zwei gegenüberstehende Personen mit Kopfschmuck und Herrscherornat; darunter sind zwei sitzende Figuren zu sehen.